# Alma Rivera
Alma Benedetti Croce Rivera (Açores, 24 de setembro de 1991) é uma jurista e política portuguesa, deputada à Assembleia da República Portuguesa entre 2019 e 2024 pelo Partido Comunista Português.

## Biografia
Nascida nos Açores, onde viveu até aos 18 anos, é filha de pai e mãe de origem italiana. Licenciada em Direito, desenvolveu atividade profissional como jurista.

## Atividade Política
Membro do comité central do Partido Comunista Português, da qual é militante. Fez parte da Juventude Comunista Portuguesa, da qual integrou o Secretariado e a Comissão Política da Direção Nacional, e da qual foi a representante na Assembleia Geral do Conselho Nacional da Juventude e no Conselho Consultivo da Juventude.
Foi candidata da CDU às eleições ao Parlamento Europeu de 2019, e às Eleições legislativas portuguesas de 2015 e de 2019.

## Cargos exercidos na Assembleia da República
Na XIV Legislatura da Assembleia da República Portuguesa é coordenadora da Comissão de Ambiente, Energia e Ordenamento do Território e da Comissão Eventual para o acompanhamento da aplicação das medidas de resposta à pandemia da doença COVID-19 e do processo de recuperação económica e social.
Pertence também como suplente à Comissão Parlamentar de Assuntos Constitucionais, Direitos, Liberdades e Garantias; à Comissão de Educação, Ciência, Juventude e Desporto; e à Comissão Eventual de Inquérito Parlamentar à atuação do Estado na atribuição de apoios na sequência dos incêndios de 2017 na zona do Pinhal Interior.
Faz também na Assembleia da República parte dos Grupos de Trabalho: Parlamento dos Jovens; Audiências; Voos Civis Noturnos; Acompanhamento Processo de Remoção do Amianto em Edifícios Públicos e da Subcomissão para a Igualdade e Não Discriminação.